# Селеш, Моника
Мо́ника Се́леш (серб. Моника Селеш/Monika Seleš, венг. Szeles Mónika, англ. Monica Seles; род. 2 декабря 1973, Нови-Сад, Югославия) — югославско-американская профессиональная теннисистка, выступавшая за обе эти страны; бывшая первая ракетка мира. В 1986 году она переехала из Югославии в США, и в 1994 году получила гражданство этой страны. В 2007 году Селеш получила и гражданство Венгрии, так как её родители являются этническими венграми. На её счету 9 персональных побед в турнирах Большого шлема, 4 из которых относятся к Открытому чемпионату Австралии. В 1990 году она стала самой молодой победительницей Открытого чемпионата Франции. В 1991—1992 гг первая ракетка мира.
В октябре 2007 года Межправительственная институционная программа по спирулине (IIMSAM) при ООН, выступающая за борьбу с недоеданием, назначила Монику Селеш своим Послом доброй воли и пресс-секретарём этой организации.

## Биография

### Путь к вершинам
Моника Селеш родилась в югославском городе Нови-Сад (в настоящее время Сербия) 2 декабря 1973 года, в семье венгерских беженцев. Отец — Карой Селеш (венг. Szeles Károly), художник-мультипликатор, мать — Эстер Селеш (венг. Szeles Eszter), программист. В шестилетнем возрасте по настоянию и под руководством отца начала брать уроки тенниса. Первоначальным местом для тренировок стала автомобильная стоянка за домом, где в качестве сетки использовалась обычная верёвка, натянутая между двумя машинами. Семья не могла позволить себе профессионального тренера, и в качестве учебного пособия выступал журнал «Мировой теннис». Отец рисовал на мячах героя-мышонка из мультфильма «Том и Джерри» и предлагал дочери представить себя котом, ловящим назойливого персонажа.
Моника быстро научилась хорошо играть, и уже в 9 лет сумела взять первенство в юношеском чемпионате Югославии по теннису среди девочек до 12 лет. В 10 лет она победила в аналогичном юношеском чемпионате Европы, а в 12 получила звание Югославской спортсменки года. В возрасте 13 лет Моника отправилась с семьёй во Флориду, США, где приняла участие в местном юношеском турнире. По окончании соревнований семья планировала вернуться домой, однако здесь на неё обратил внимание знаменитый тренер Ник Боллетьери, воспитавший таких теннисистов, как Андре Агасси, Джеймса Курье, Мари Пьерс и других звёзд первой величины. Позднее Ник так описал свою первую встречу с Моникой:

Я никогда не забуду свою первую встречу с ней, поскольку вначале даже её не заметил: в первый момент я услышал ворчание, затем обратил внимание на великолепную ракетку размером больше Моники, потом увидел ноги, двигающиеся как часы, и после увидел саму девушку, атакующую каждый мяч, принимающую его на лету и просто играющую со своим оппонентом.
Оригинальный текст (англ.)
I'll never forget the first time I saw her, because at first I didn't see her at all: I heard the grunt, and then I saw the Prince racquet, which was bigger than her, and I saw her feet moving like clockwork, and then I saw her just attack every ball, taking it on the rise, just using her opponent.

Он предложил Монике место в своей Академии (англ. Nick Bollettieri Tennis Academy), однако условием был переезд на постоянное жительство в США. В результате родители решили оставить прежнее место работы и вместе с дочерью перебраться во Флориду.

### Профессиональная карьера
Осенью 1988 года, когда Монике было 14, она добилась своей первой победы на профессиональном турнире, а в 1989 году полностью перешла в большой спорт. В этот период на кортах доминировала выдающаяся немецкая теннисистка Штеффи Граф, и приход Селеш во многом изменил расклад сил в мировом теннисе. В мае 1989 года она сумела победить Крис Эверт в финале турнира в Хьюстоне, и хотя последняя взяла реванш в том же году на Открытом чемпионате США, начало карьеры было положено. В том же году она сумела дойти до полуфинала во Франции, однако уступила более опытной Штеффи Граф. По результатам года Моника заняла шестую строчку в мировом рейтинге. Этот же год, однако, был отмечен расставанием с Боллетьери: несмотря на очевидные успехи Селеш, её тренер почти всё время проводил с другим своим воспитанником — Андре Агасси, и в итоге раздосадованный Карой Селеш стал делать публичные заявления о том, что только он сам был единственным настоящим тренером Моники. Боллетьери столь же публично отвергал обвинения в недостаточном внимании, уделяемом Селеш. В итоге вмешалось спортивное агентство IMG, обладавшее значительным влиянием в профессиональном теннисе, и в организованном им интервью Моника Селеш в примирительных выражениях признала заслуги Боллетьери, но подчеркнула, что теперь предпочитает работать с отцом, который знает её лучше, чем кто бы то ни было.
Следующий, 1990 год, оказался ещё более успешным для теннисистки. Пропустив Открытый чемпионат Австралии, она затем проиграла три из своих первых пяти встреч в Чикаго, Вашингтоне и Бока-Ратоне (в последнем проиграв Лауре Гильдемайстер, что осталось практически незамеченным из-за ажиотажа вокруг дебюта Дженнифер Каприати), но после этого начала новую серию побед. Моника выиграла супертурнир в Ки-Бискейне и чемпионат США на твёрдых кортах в Сан-Антонио, не отдав соперницам ни одного сета, прежде чем перебраться на европейские грунтовые корты. На Открытом чемпионате Италии она с четвертьфинала по финал отдала в общей сложности только семь геймов девятой ракетке мира Мануэле Малеевой-Франьер, Хелен Келеси и посеянной под первым номером Мартине Навратиловой, в послематчевых интервью продолжая жаловаться, что во Флориде показывала более качественную игру. На Открытом чемпионате Германии Селеш выиграла у Штеффи Граф. Напряжённый график выступлений заставил её впервые признаться, что она чувствует себя уставшей, но, несмотря на это, она продолжала играть и побеждать. На Открытом чемпионате Франции Селеш, начав турнир не слишком убедительно (для побед над Келеси и Лейлой Месхи ей понадобилось по три сета, а в матче с Лаурой Гильдемайстер она проигрывала в первом сете 5-2), наконец, одержала свою первую победу на турнирах Большого шлема, в двух сетах обыграв в финале ту же Граф. Первая ракетка мира, ведя 6-2 на тай-брейке в первом сете, неожиданно отдала сопернице шесть очков подряд, в том числе сделав двойную ошибку при счёте 6-5, а во втором сете уже не смогла оказать Селеш серьёзного сопротивления.
В 1991 и 1992 годах Моника уже доминировала на чемпионатах, обогнав по результативности Штеффи Граф и получив звание первой ракетки мира. В этот короткий период она только в турнирах Большого шлема сумела завоевать 6 побед, оставляя своей основной сопернице лишь Уимблдон. При этом в первый год на Уимблдоне Моника участия не принимала, а во второй дошла до его финала. За период с января 1991 по февраль 1993 было завоёвано 22 титула; в 33 из 34 турниров теннисистка выступала в финале; общий счёт составил 159-12 (92,9 % выигранных встреч).

### Нападение на Селеш в 1993 году
Начало 1993 года было не менее удачным — в финале чемпионата Австралии Селеш выиграла у Граф 4-6, 6-3, 6-2. Однако затем произошло трагическое событие, из-за которого теннисистка была вынуждена на время уйти из большого спорта. 30 апреля 1993 года в Гамбурге на корте Роттенбаумского теннисного клуба проходил четвертьфинал турнира Citizen Cup, в котором Моника вела в счёте против болгарской теннисистки Магдалены Малеевой 6-4 4-3. Обычно спокойные немецкие болельщики на этот раз вели себя очень вызывающе — кричали, свистели и улюлюкали, недовольные тем, что Селеш в рейтинге опережала некогда доминировавшую Штеффи Граф. В перерыве между геймами фанат немецкой теннисистки Гюнтер Пархе, подбежал к Монике и воткнул ей в спину на полтора сантиметра разделочный нож. Напавшего схватили телохранители и брат теннисистки, девушка была немедленно госпитализирована. И хотя рана оказалась не опасной, Монике была нанесена тяжёлая психологическая травма, в результате которой она перестала выступать в турнирах и стала сторониться людей. Она закрылась в своём доме в Сарасоте (штат Флорида), который был оборудован высокими стенами, сигнализацией и камерами слежения. Как заявил на суде её лечащий врач Джерри Мэй (Jerry May), «…она очень боится, плачет и чувствует себя очень нервозно. Спит плохо и во сне видит кошмары. Она опасается, что Пархе нападёт на неё снова».
Впоследствии на суде арестованный заявил, что хотел помочь Штеффи Граф вернуть звание первой ракетки мира. К тюремному сроку он приговорен не был — суд счёл его психически ненормальным, присудил 2 года условно и обязал к принудительному лечению. Семья Селеш осталась недовольной решением суда, но обжаловать приговор не стала.

### Возвращение
Моника Селеш вернулась на корт лишь в 1995 году, спустя 28 месяцев после совершённого на неё нападения. В этом ей неоценимую помощь оказали известный лечащий врач, забота отца и встреча со знаменитым боксёром Мохаммедом Али, который сам боролся с тяжёлой болезнью. Первым поединком после долгого отсутствия оказался показательный матч с Мартиной Навратиловой в июле 1995 года — мотивацией возвращения оказалось страстное желание участвовать в Олимпиаде 1996 года.
По предложению тогдашнего президента WTA М. Навратиловой Монику Селеш сразу классифицировали под первым номером вместе со Штеффи Граф. Такое исключительное в истории тенниса решение ассоциация WTA приняла ввиду того, что до трагедии Селеш была лидером. Многие ведущие теннисистки (за исключением Ш. Граф и Г. Сабатини) были категорически против такого решения, так как их турнирные места страдали из-за этого. Лишь в конце 1996 года рейтинговая система вернулась к классическому виду и Штеффи Граф стала первой ракеткой мира единолично, согласно спортивным показателям.

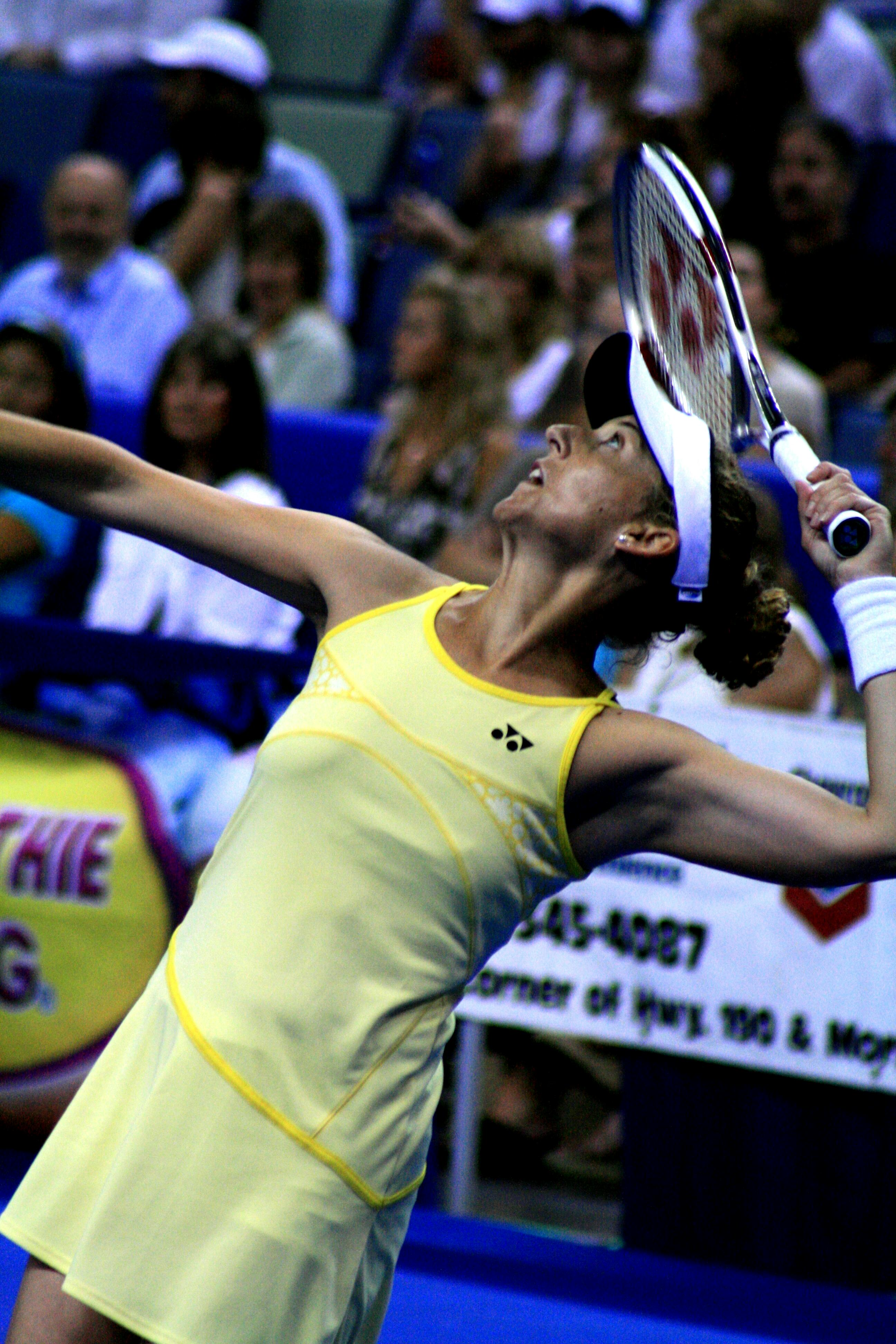
Селеш в 2007 году на выставочном турнире

Официальное возвращение в профессиональный теннис состоялось месяц спустя — в августе Моника приняла участие в чемпионате Canada Masters, обыграв в финале теннисистку из ЮАР Аманду Кётцер. В тот момент многие полагали, что Моника снова начнёт одерживать победы в турнире за турниром, как она это делала в начале 1990-х, однако этого не случилось. Месяц спустя она встретилась со Штеффи Граф в финале открытого чемпионата США по теннису, но в этот раз взять верх не смогла. После нападения Пархе Моника стала страдать нервной булимией, что негативно отразилось не только на ее внешности, но и в дальнейшем на игре (она стала менее быстрой и резкой), хотя сила и мощь возросли. Последним успешным выступлением в турнирах Большого шлема оказался открытый чемпионат Австралии в начале следующего, 1996 года, где Моника взяла верх над Анке Хубер. Тяжёлая болезнь отца сказалась на дальнейшей карьере теннисистки. В 1998 году, спустя несколько месяцев после его смерти, она в последний раз сумела дойти до финала Ролан-Гарроса, однако уступила Аранте Санчес-Викарио. В 2000 году Селеш завоевала бронзу на Олимпиаде в Сиднее. С 2003 года Моника Селеш на крупных соревнованиях не выступает, и 14 февраля 2008 года официально объявила о завершении карьеры.
11 июля 2009 года включена в Международный зал теннисной славы.

## Достижения в теннисе

### История выступлений на турнирах Большого шлема в одиночном разряде
| Турнир          | 1989 | 1990 | 1991 | 1992 | 1993 | 1994 | 1995 | 1996 | 1997 | 1998 | 1999 | 2000 | 2001 | 2002 | 2003 | Число побед |
| --------------- | ---- | ---- | ---- | ---- | ---- | ---- | ---- | ---- | ---- | ---- | ---- | ---- | ---- | ---- | ---- | ----------- |
| Australian Open | -    | -    | W    | W    | W    | -    | -    | W    | -    | -    | 1/2  | -    | 1/4  | 1/2  | 2r   | 4           |
| Ролан Гаррос    | 1/2  | W    | W    | W    | -    | -    | -    | 1/4  | 1/2  | F    | 1/2  | 1/4  | -    | 1/4  | 1r   | 3           |
| Уимблдон        | 1/8  | 1/4  | -    | F    | -    | -    | -    | 2r   | 3r   | 1/4  | 3r   | 1/4  | -    | 1/4  | -    | 0           |
| US Open         | 1/8  | 3r   | W    | W    | -    | -    | F    | F    | 1/4  | 1/4  | 1/4  | 1/4  | 4r   | 1/4  | -    | 2           |

### Турниры Большого шлема

#### Победы (9)
| Год  | Турнир                           | Соперница в финале    | Счёт финала    |
| 1990 | Ролан Гаррос                     | Штеффи Граф           | 7-6(6), 6-4    |
| 1991 | Открытый чемпионат Австралии     | Яна Новотна           | 5-7, 6-3, 6-1  |
| 1991 | Ролан Гаррос (2)                 | Аранча Санчес-Викарио | 6-3, 6-4       |
| 1991 | Открытый чемпионат США           | Мартина Навратилова   | 7-6(1), 6-1    |
| 1992 | Открытый чемпионат Австралии (2) | Мэри-Джо Фернандес    | 6-2, 6-3       |
| 1992 | Ролан Гаррос (3)                 | Штеффи Граф           | 6-2, 3-6, 10-8 |
| 1992 | Открытый чемпионат США (2)       | Аранча Санчес-Викарио | 6-3, 6-3       |
| 1993 | Открытый чемпионат Австралии (3) | Штеффи Граф           | 4-6, 6-3, 6-2  |
| 1996 | Открытый чемпионат Австралии (4) | Анке Хубер            | 6-4, 6-1       |

#### Поражения в финале (4)
| Год  | Чемпионат              | Соперница в финале    | Счёт финала      |
| 1992 | Уимблдон               | Штеффи Граф           | 6-2, 6-1         |
| 1995 | Открытый чемпионат США | Штеффи Граф           | 7-6(6), 0-6, 6-3 |
| 1996 | Открытый чемпионат США | Штеффи Граф           | 7-5, 6-4         |
| 1998 | Ролан Гаррос           | Аранча Санчес-Викарио | 7-6(5), 0-6, 6-2 |

### Победы в общем зачёте (59)

#### Одиночный разряд (53)
| Legend (Одиночный разряд) |
| ------------------------- |
| Tier I (9)                |
| Tier II (22)              |
| Tier III (9)              |
| Tier IV (1)               |
| Большой шлем (9)          |
| Чемпионат WTA (3)         |

| Покрытие   |
| Хард (28)  |
| Грунт (14) |
| Трава (1)  |
| Ковёр (10) |

| №   | Дата               | Турнир                                                       | Покрытие          | Соперник в финале     | Счёт                    |
| 1.  | 30 апреля, 1989    | Хьюстон, США                                                 | Грунт             | Крис Эверт            | 3-6, 6-1, 6-4           |
| 2.  | 25 марта, 1990     | Miami Masters, США                                           | Хард              | Юдит Визнер           | 6-1, 6-2                |
| 3.  | 1 апреля, 1990     | Сан-Антонио, США                                             | Хард              | Мануэла Малеева       | 6-4, 6-3                |
| 4.  | 22 апреля, 1990    | Тампа, США                                                   | Грунт             | Катерина Малеева      | 6-1, 6-0                |
| 5.  | 13 мая, 1990       | Рим, Италия                                                  | Грунт             | Мартина Навратилова   | 6-1, 6-1                |
| 6.  | 20 мая, 1990       | Lufthansa Cup, Германия                                      | Грунт             | Штеффи Граф           | 6-4, 6-3                |
| 7.  | 10 июня, 1990      | Ролан Гаррос                                                 | Грунт             | Штеффи Граф           | 7-6(6), 6-4             |
| 8.  | 19 августа, 1990   | Лос-Анджелес, США                                            | Хард              | Мартина Навратилова   | 6-4, 3-6, 7-6(6)        |
| 9.  | 4 ноября, 1990     | Окленд, Калифорния, США                                      | Искусственное (I) | Мартина Навратилова   | 6-3, 7-6(5)             |
| 10. | 18 ноября, 1990    | Чемпионат WTA, Нью-Йорк, США                                 | Ковёр (I)         | Габриэла Сабатини     | 6-4, 5-7, 3-6, 6-4, 6-2 |
| 11. | 27 января, 1991    | Открытый чемпионат Австралии                                 | Хард              | Яна Новотна           | 5-7, 6-3, 6-1           |
| 12. | 24 марта, 1991     | Майами, США                                                  | Хард              | Габриэла Сабатини     | 6-3, 7-5                |
| 13. | 21 апреля, 1991    | Хьюстон, США                                                 | Грунт             | Мэри-Джо Фернандес    | 6-4, 6-3                |
| 14. | 9 июня, 1991       | Ролан Гаррос                                                 | Грунт             | Аранта Санчес-Викарио | 6-3, 6-4                |
| 15. | 18 августа, 1991   | Лос-Анджелес, США                                            | Хард              | Кимико Датэ           | 6-3, 6-1                |
| 16. | 8 сентября, 1991   | Открытый чемпионат США                                       | Хард              | Мартина Навратилова   | 7-6(1), 6-1             |
| 17. | 22 сентября, 1991] | Nichirei International Championships, Токио, Япония          | Хард              | Мэри-Джо Фернандес    | 6-1, 6-1                |
| 18. | 6 октября]], 1991  | Милан, Италия                                                | Ковёр(I)          | Мартина Навратилова   | 6-3, 3-6, 6-4           |
| 19. | 17 ноября, 1991    | Филадельфия, США                                             | Ковёр(I)          | Дженнифер Каприати    | 7-5, 6-1                |
| 20. | 24 ноября, 1991    | Чемпионат WTA, Нью-Йорк, США                                 | Ковёр(I)          | Мартина Навратилова   | 6-4, 3-6, 7-5, 6-0      |
| 21. | 26 января, 1992    | Открытый чемпионат Австралии                                 | Хард              | Мэри-Джо Фернандес    | 6-2, 6-3                |
| 22. | 9 февраля, 1992    | Эссен, Германия                                              | Ковёр(I)          | Мэри-Джо Фернандес    | 6-0, 6-3                |
| 23. | 1 марта, 1992      | Индиан-Уэллс, США                                            | Хард              | Кончита Мартинес      | 6-3, 6-1                |
| 24. | 19 апреля, 1992    | Хьюстон, США                                                 | Грунт             | Зина Гаррисон         | 6-1, 6-1                |
| 25. | 26 апреля, 1992    | Барселона, Испания                                           | Грунт             | Аранта Санчес-Викарио | 3-6, 6-2, 6-3           |
| 26. | 7 июня, 1992       | Ролан Гаррос                                                 | Грунт             | Штеффи Граф           | 6-2, 3-6, 10-8          |
| 27. | 13 сентября, 1992  | Открытый чемпионат США                                       | Хард              | Аранта Санчес-Викарио | 6-3, 6-3                |
| 28. | 27 сентября, 1992  | Nichirei International Championships, Токио, Япония          | Ковёр(I)          | Габриэла Сабатини     | 6-2, 6-0                |
| 29. | 8 ноября, 1992     | Окленд, США                                                  | Ковёр(I)          | Мартина Навратилова   | 6-3 6-4                 |
| 30. | 22 ноября, 1992    | Чемпионат WTA, Нью-Йорк, США                                 | Ковёр(I)          | Мартина Навратилова   | 7-5, 6-3, 6-1           |
| 31. | 31 января, 1993    | Открытый чемпионат Австралии                                 | Хард              | Штеффи Граф           | 4-6, 6-3, 6-2           |
| 32. | 14 февраля, 1993   | Чикаго, США                                                  | Ковёр(I)          | Мартина Навратилова   | 3-6, 6-2, 6-1           |
| 33. | 20 августа, 1995   | Canada Masters, Канада                                       | Хард              | Аманда Кётцер         | 6-0, 6-1                |
| 34. | 14 января, 1996    | Сидней, Австралия                                            | Хард              | Линдсей Дэвенпорт     | 4-6 7-6(7) 6-3          |
| 35. | 28 января, 1996    | Открытый чемпионат Австралии                                 | Хард              | Анке Хубер            | 6-4, 6-1                |
| 36. | 23 июня, 1996      | Direct Line Insurance Championships, Истборн, Великобритания | Трава             | Мэри-Джо Фернандес    | 6-0, 6-2                |
| 37. | 11 августа, 1996   | Монреаль, Канада                                             | Хард              | Аранта Санчес-Викарио | 6-1, 7-6(2)             |
| 38. | 22 сентября, 1996  | Nichirei International Open, Токио, Япония                   | Хард              | Аранта Санчес-Викарио | 6-1, 6-4                |
| 39. | 10 августа, 1997   | Лос-Анджелес, США                                            | Хард              | Линдсей Дэвенпорт     | 5-7, 7-5, 6-4           |
| 40. | 17 августа, 1997   | Торонто, Канада                                              | Хард              | Анке Хубер            | 6-2, 6-4                |
| 41. | 21 сентября, 1997  | Toyota Princess Cup, Токио, Япония                           | Хард              | Аранта Санчес-Викарио | 6-1, 3-6, 7-6(5)        |
| 42. | 23 августа, 1998   | Монреаль, Канада                                             | Хард              | Аранта Санчес-Викарио | 6-3 ,6-2                |
| 43. | 27 сентября, 1998  | Toyota Princess Cup, Токио, Япония                           | Хард              | Аранта Санчес-Викарио | 4-6, 6-3, 6-4           |
| 44. | 11 апреля, 1999    | Bausch & Lomb Championships, Амелия-Айленд, США              | Грунт             | Руксандра Драгомир    | 6-2, 6-3                |
| 45. | 27 февраля, 2000   | Оклахома-Сити, США                                           | Хард (I)          | Натали Деши           | 6-1, 7-6(3)             |
| 46. | 16 апреля, 2000    | Bausch & Lomb Championships, Амелия-Айленд, США              | Грунт             | Кончита Мартинес      | 6-3, 6-2                |
| 47. | 21 мая, 2000       | Открытый чемпионат Италии по теннису                         | Грунт             | Амели Моресмо         | 6-2, 7-6(4)             |
| 48. | 25 февраля, 2001   | Оклахома-Сити, США                                           | Хард (I)          | Дженнифер Каприати    | 6-3, 5-7, 6-2           |
| 49. | 16 сентября, 2001  | Баия, Бразилия                                               | Хард              | Елена Докич           | 6-3, 6-3                |
| 50. | 7 октября, 2001    | Japan Open                                                   | Хард              | Тамарин Танасугарн    | 6-3, 6-2                |
| 51. | 14 октября, 2001   | Шанхай, Китай                                                | Хард              | Николь Пратт          | 6-2, 6-3                |
| 52. | 17 февраля, 2002   | Qatar TotalFinaElf, Доха                                     | Хард              | Тамарин Танасугарн    | 7-6(6), 6-3             |
| 53. | 25 мая, 2002       | Мадрид, Испания                                              | Грунт             | Чанда Рубин           | 6-4, 6-2                |

#### Парный разряд (6)
| №  | Дата              | Турнир                               | Покрытие | Партнёр            | Соперники в финале                       | Счёт        |
| 1. | 13 мая, 1990      | Rome Masters, Рим, Италия            | Грунт    | Хелен Келеси       | Лаура Гарроне Лаура Голарса              | 6-3, 6-4    |
| 2. | 31 марта, 1991    | Сан-Антонио, США                     | Хард     | Патти Фендик       | Джилл Хетерингтон Ринальди Стюнкель      | 7-6(2), 6-2 |
| 3. | 12 мая, 1991      | Открытый чемпионат Италии по теннису | Грунт    | Дженнифер Каприати | Николь Братке Элна Рейнах                | 7-5, 6-2    |
| 4. | 10 мая, 1992      | Открытый чемпионат Италии по теннису | Грунт    | Хелена Сукова      | Катерина Малеева Барбара Риттнер         | 6-1, 6-2    |
| 5. | 21 сентября, 1997 | Toyota Princess Cup, Токио, Япония   | Хард     | Ай Сугияма         | Жюли Алар Чанда Рубин                    | 6-1, 6-0    |
| 6. | 27 сентября, 1998 | Toyota Princess Cup, Токио, Япония   | Хард     | Анна Курникова     | Мэри-Джо Фернандес Аранта Санчес-Викарио | 6-4, 6-4    |